# Notochthiphila ornata
Notochthiphila ornata är en tvåvingeart som beskrevs av Tanasijtshuk 1996. Notochthiphila ornata ingår i släktet Notochthiphila och familjen markflugor. Inga underarter finns listade i Catalogue of Life.